# ラプラプ
ラプラプとはバヌアツで広く食されている料理。同国の国民食である。パンの実、バナナ、タロイモ、ヤムイモの根をすりおろして作ったペーストをバナナの葉で包み、地下の石窯で生のココナッツクリームと一緒に蒸して調理する。豚肉や牛肉、鶏肉、オオコウモリなどの肉類を加えることもある。

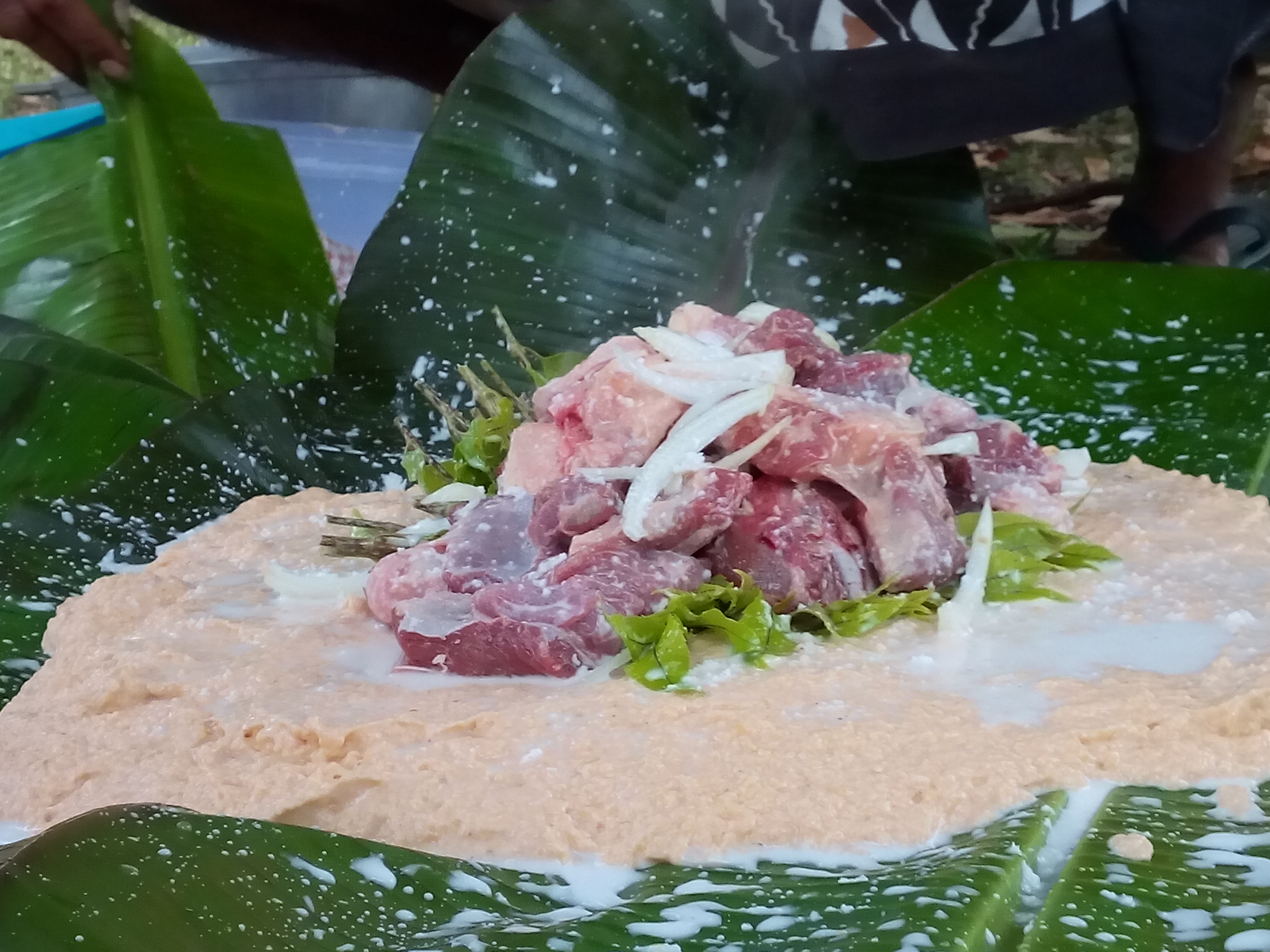
マレクラ島の郷土料理、ラプラプソソル。ラプラプの変種である。